# Rock progressif italien
 (janvier 2014).
Si vous disposez d'ouvrages ou d'articles de référence ou si vous connaissez des sites web de qualité traitant du thème abordé ici, merci de compléter l'article en donnant les références utiles à sa vérifiabilité et en les liant à la section « Notes et références ».

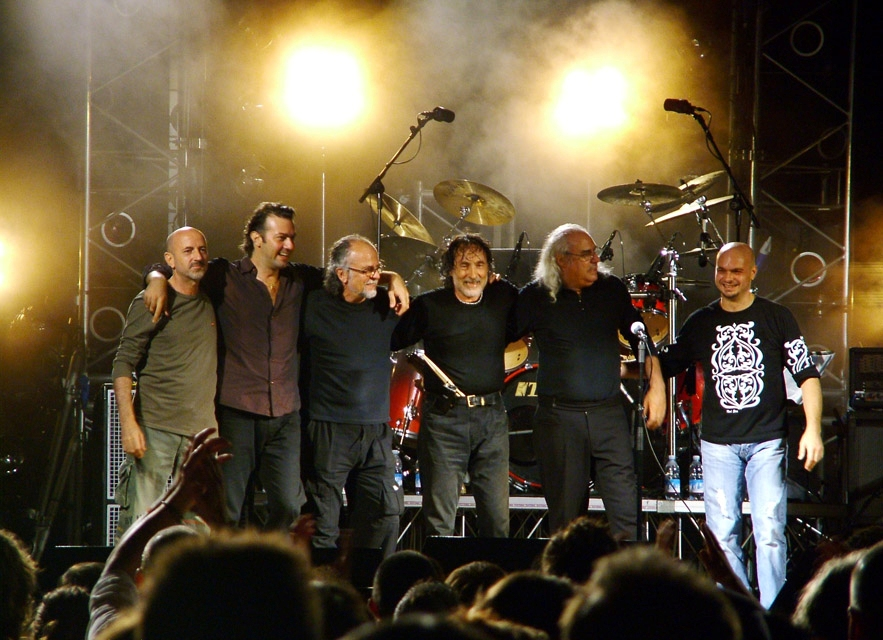
Formé en 1970, Premiata Forneria Marconi (PFM) est l'un des groupes italiens de rock progressif symphonique les plus populaires.

Le rock progressif italien (rock progressivo italiano), ou RPI, est un sous-genre du rock progressif qui a connu son âge d'or dans les années 1970. Outre l'usage de la langue italienne, il est le plus souvent caractérisé par la priorité donnée aux claviers, par le soin apporté à la qualité des mélodies, et aussi par une préférence marquée pour le chant solo sur le chant choral.
L'Italie a été, vers 1969-1971, la terre d'accueil de certains groupes britanniques de rock progressif (notamment Van der Graaf Generator et Genesis) qui y ont recueilli d'emblée une popularité supérieure à celle qu'ils avaient dans leur propre pays, et qui vont y faire école. L'Italie crée ainsi son propre style progressif, avec plus ou moins d'inspirations folk, néo-classiques ou jazz selon les groupes, mais toujours rebelle aux clichés du rock et du blues en général, et qui ne se soucie pas de recopier les recettes des grands groupes anglais de l'époque. La seule influence britannique notable est celle exercée par Keith Emerson, dont la virtuosité aux claviers a été prise pour modèle chez ses émules italiens.
Un précurseur de ce style est l'album Collage (décrit comme « pré-prog ») du groupe Le Orme, sorti en 1971. Les trois références emblématiques du rock progressif italien sont Le Orme, Premiata Forneria Marconi (PFM) et Banco del Mutuo Soccorso.

## Artistes
- Il Balletto di Bronzo
- Vincenzo Caporaletti avec le groupe Pierrot lunaire (It ZSLT 70025)
- Banco del Mutuo Soccorso
- Goblin
- Locanda delle Fate
- New Trolls
- Le Orme
- Perigeo
- Premiata Forneria Marconi (PFM)
- Alphataurus